# صوم التطوع
صوم التطوع أو صوم النفل هو ما يشرع فعله من غير إلزام، أو هو: ما ليس بواجب، فهو بمعنى المستحب، سواء كان مقيدا أو مطلقا، ويسمى أيضا صوم النفل، ويشمل أنواعاً متعددة. والصوم الذي اقتضى الشرع فعله أو ما يطلب في الشرع فعله نوعان باعتبار أن ما اقتضى الشرع فعله إما على جهة الإلزام، وإما لا على جهة الإلزام، فما كان على جهة الإلزام أي: الفرضية وهو صوم شهر رمضان، وما كان لا على جهة الإلزام فهو صوم النفل أو التطوع، والنافلة غير الفريضة، ويسمى النفل تطوعا وهو فعل الطاعة التي ليست مفروضة، ويشرع النفل في الإسلام لتحصيل المزيد من الثواب، ورفعا للدرجات، وجبرا لما قد يحصل في الفريضة من خلل. وصوم النفل إما مطلق أو مقيد، فالمطلق هو الصوم في غير الأيام المنهي عن الصوم فيها، من غير تقييد بزمن، والنفل المقيد أفضل من النفل المطلق، والنفل المؤكد أفضل أنواع صوم النفل المقيد، وهو ما ثبت بالسنة المواظبة عليه والحث على فعله، وصوم النفل المقيد هو الذي ثبت بالسنة استحبابه مقيدا بزمن مخصوص، مثل: الإثنين والخميس من كل أسبوع، وثلاثة أيام من كل شهر، وأنواع صوم النفل المقيد كثيرة منها: الصوم في شهر المحرم وصوم يوم عاشوراء وصوم ست من شوال وصوم يومي الإثنين والخميس وصوم ثلاثة أيام من كل شهر وصوم يوم عرفة لغير الحاج وصوم يوم وفطر يوم وغير ذلك.

## صوم النفل
صوم النفل أو صوم التطوع، والنفل بمعنى: الزيادة المشروعة على الفرض على وجه مخصوص، والتطوع بمعنى: ما يشرع فعله من غير إلزام، ويسمى أيضا: الصوم المندوب، أو المستحب، وهو: ما اقتضى الشرع فعله من غير إلزام. والصوم الذي اقتضى الشرع فعله إما على وجه الإلزام، وهو: صوم شهر رمضان، وكل صوم واجب بنذر أو قضاء وغيره، وإما على غير وجه إلزام وهو: صوم التطوع، وهو النوع الثاني من أنواع الصيام، وهو: ما ليس بواجب، فهو بمعنى المستحب، سواء كان مقيدا أو مطلقا، ويشمل أنواعاً متعددة، وقد شرع صوم التطوع من أجل جبر الخلل الذي يحصل في الفريضة، ومن أجل زيادة الأجر والثواب. «عن أبي سعيد الخدري رضي الله عنه قال: قال رسول الله ﷺ: «من صام يوما في سبيل الله بَعَّدَ الله وجهه عن النار سبعين خريفا». و«عن عبد الله بن عمرو بن العاص قال: قال رسول الله ﷺ: «إن أحب الصيام إلى الله صيام داود، وأحب الصلاة إلى الله صلاة داود، كان ينام نصف الليل ويقوم ثلثه وينام سدسه، وكان يصوم يوما ويفطر يوما»». و«عن عامر بن مسعود عن النبي ﷺ قال: الغنيمة الباردة الصوم في الشتاء».
صوم النفل أنواع، فهو إما؛ نفل مطلق، أو مقيد، فالمطلق هو المندوب فعله في الشرع من غير تقييد له بخصوصه، كمن أراد أن يصوم يوما، فله أن يصوم في غير الأوقات المنهي عن صيامها. والنفل المقيد هو الذي ورد في الشرع استحبابه بخصوصه، وهو أنواع منها: صوم يوم عاشوراء، وصوم الاثنين والخميس..
والصوم من حيث هو قربة يتقرب بها العبد إلى الله، وهو إما فرض أو تطوع، فالفرض أفضل ما تقرب به العبد وفي الحديث القدسي: «وما تقرب إلي عبدي بشيء أحب إلي مما افترضته عليه»، وأما التطوع فهو زيادة في التقرب إلى الله، وفي الحديث القدسي: «ولا يزال عبدي يتقرب إلي بالنوافل حتى أحبه..».

## أنواع صوم النفل

### صوم شهر شعبان
كان النبي صلى الله عليه وسلم يصوم في شعبان ما لا يصوم في غيره، عن أُسَامَة بْنُ زَيْدٍ قَالَ: قُلْتُ: «يَا رَسُولَ اللهِ، لَمْ أَرَكَ تَصوم شَهْرًا مِنَ الشُّهُورِ مَا تَصوم مِنْ شَعْبَانَ. قَالَ: ذَلِكَ شَهْرٌ يَغْفُلُ النَّاسُ عَنْهُ بَيْنَ رَجَب وَرَمَضَانَ، وَهُوَ شَهْرٌ تُرْفَعُ فِيهِ الأَعْمَالُ إلَى رَبِّ الْعَالَمِينَ، فَأحِبُّ أَنْ يُرْفَعَ عَمَلِي وَأَنَا صَائِمٌ»(رواه النسائي).
أما النهي الوارد في حديث النبي (ص) «إِذَا انْتَصَفَ شَعْبَانُ فَلاَ تَصُومُوا حَتَّى رَمَضَانَ»(رواه ابن خزيمة)، فمحمول إما على اختصاص النصف الأخير بالصيام، أو عدم وصل شعبان برمضان، فأما من صام في أوله ولم يخص آخره ولم يصله برمضان، فلا حرج في صيامه.

### صوم شهر المحرم
شهر المحرم ، وهو من أنواع صوم النفل، الذي ثبث في الحديث استحباب صيامه وبيان فضله، فعن أبي هريرة قال: «سئل رسول الله ﷺ، أي الصلاة أفضل بعد المكتوبة؟ قال: «الصلاة في جوف الليل» قيل: ثم أي الصيام أفضل بعد رمضان؟ قال: «شهر الله الذي تدعونه المحرم»». رواه أحمد، ومسلم، وأبو داود. وفي رواية: «عن أبي هريرة قال: سئل رسول الله ﷺ: أي الصلاة أفضل بعد المكتوبة؟ قال: «الصلاة في جوف الليل»، قال: فأي الصيام أفضل بعد رمضان؟ قال: «شهر الله المحرم». رواه الجماعة إلا البخاري ولابن ماجه منه فضل الصوم فقط».

### صوم عاشوراء
صوم يوم عاشوراء هو يوم العاشر من المحرم، وهو من الصوم المشروع في الإسلام في مراحل التشريع، فقد كان الناس في الجاهلية يصومونه، ولما هاجر المسلمون إلى المدينة وجدوا اليهود أيضا يصومونه، وقد أمر المسلمون بصيامه، قبل أن يفرض عليهم صوم شهر رمضان، فلما فرض عليهم صوم شهر رمضان، لم يبق طلب الإتيان به شرعا كما كان في السابق، وهو بعد فرض صوم رمضان مستحب بإجماع أهل العلم. وفي الحديث: «عن ابن عمر رضى الله تعالى عنهما قال صام النبي ﷺ عاشوراء وأمر بصيامه، فلما فرض رمضان ترك وكان عبد الله لا يصومه إلا أن يوافق صومه». و«عن عائشة رضى الله تعالى عنها أن قريشا كانت تصوم يوم عاشوراء في الجاهلية ثم أمر رسول الله ﷺ بصيامه حتى فرض رمضان، وقال رسول الله ﷺ: من شاء فليصمه ومن شاء أفطر».
عن معاوية: «سمعت رسول الله ﷺ يقول لهذا اليوم: هذا يوم عاشوراء ولم يكتب الله عليكم صيامه وأنا صائم فمن أحب منكم أن يصوم فليصم ومن أحب منكم أن يفطر فليفطر». قال النووي: «هذا كله من كلام النبي ﷺ هكذا جاء مبينا في رواية النسائي». وعن معاوية بن أبي سفيان قال: «سمعت رسول الله ﷺ يقول: «إن هذا يوم عاشوراء، ولم يكتب عليكم صيامه، وأنا صائم، فمن شاء صام، ومن شاء فليفطر»» متفق عليه. و«عن ابن عباس رضي الله عنهما قال: قدم النبي ﷺ المدينة فرأى اليهود تصوم عاشوراء فقال: «ما هذا؟» قالوا: يوم صالح، نجى الله فيه موسى وبني إسرائيل من عدوهم، فصامه موسى، فقال ﷺ: «أنا أحق بموسى منكم»، فصامه وأمر بصيامه». متفق عليه. و«عن أبي موسى الأشعري  قال: كان يوم عاشوراء، تعظمه اليهود، وتتخذه عيدا، فقال رسول الله ﷺ: «صوموه أنتم»». متفق عليه. و«عن ابن عباس رضي الله عنهما قال: لما صام رسول الله ﷺ يوم عاشوراء، وأمر بصيامه، قالوا يا رسول الله: إنه يوم تعظمه اليهود والنصارى..فقال: «إذا كان العام المقبل -إن شاء الله- صمنا اليوم التاسع»، قال: فلم يأت العام المقبل، حتى توفي رسول الله ﷺ». رواه مسلم، وأبو داود.
وفي لفظ، قال رسول الله صلى الله عليه وسلم: «لئن بقيت إلى قابل لأصومن التاسع» يعني مع يوم عاشوراء رواه أحمد ومسلم. وقد ذكر العلماء في صيامه ثلاث كيفيات أحدها: صوم يوم العاشر من المحرم فقط، وثانيها: صوم يوم التاسع والعاشر، وثالثها: صوم ثلاثة أيام: التاسع، والعاشر، والحادي عشر.

### صوم ست من شوال
من أنواع صوم النفل صيام ستة أيام من شهر شوال، وشهر شوال هو الشهر العاشر في ترتيب شهور السنة الهلالية، ويقع بعد شهر رمضان، ويستحب صيام ستة أيام منه سواء كانت متوالية أو متفرقة، باستثناء أول يوم من شوال الذي هو يوم عيد الفطر، فلا يجوز الصيام فيه حيث أنه يحرم صيام يومي العيد الفطر والأضحى. ويدل على استحباب صيام الست من شوال: ما أخرجه مسلم في صحيحه: «عن أبي أيوب الأنصاري رضي الله عنه أنه حدثه أن رسول الله ﷺ قال: "من صام رمضان ثم أتبعه ستا من شوال كان كصيام الدهر"». وفي رواية: «من صام رمضان ثم أتبعه ستا من شوال فكأنما صام الدهر».

### صوم تسعة أيام من أول ذي الحجة
لقول النبي (ص): «مَا مِنْ أَيَّام الْعَمَلُ الصَّالِحُ فِيهَا أَحَبُّ إِلَى اللهِ مِنْ هَذِهِ الأَيَّامِ- يَعْنِي أَيَّامَ الْعَشْرِ- قَالُوا: يَا رَسُولَ اللهِ، وَلَا الْجِهَادُ فِي سَبِيلِ اللهِ؟ قَالَ:«وَلَا الْجِهَادُ فِي سَبِيلِ اللهِ، إِلَّا رَجُلٌ خَرَجَ بِنَفْسِهِ وَمَالِهِ، فَلَمْ يَرْجِعْ مِنْ ذَلِكَ بِشَيْءٍ»(رواه البخاري)، ويسن الاجتهاد فيها بالعبادة، من الذكر والتهليل وقراءة القرآن والصدقة، وصيامها ما عدا يوم العيد، وآكد هذه الأيام يوم عرفة لغير الحاج -وهو اليوم التاسع من ذي الحجة-؛ لقَول النبي (ص): «صِيَامُ يَوْمِ عَرَفَةَ أَحْتَسِبُ عَلَى اللهِ أَنْ يُكَفِّرَ السَّنَةَ التي قَبْلَهُ، وَالسَّنَةَ التي بَعْدَهُ» (رواه مسلم).

### صوم يوم عرفة لغير الحاج
يوم عرفة وهو أحد أيام العشر من ذي الحجة، وهو يوم التاسع من ذي الحجة، ويستحب صيامه لما ورد في الحديث: «صيام يوم عرفة يكفر سنتين سنة قبلها وسنة بعدها»، ولكن هذا الاستحباب لغير من كان حاجا، فلا يستحب له صيامه؛ لأنه يكون في حال اشتغاله بالوقوف بعرفة، حيث أن الصيام حينذ يضعفه عن الذكر والعبادة في ذلك اليوم، وقد ورد النهي عن صيامه بحديث: عن أبي هريرة قال: «نهى رسول الله ﷺ عن صوم يوم عرفة بعرفات» رواه أحمد وأبو داود والنسائي، وابن ماجه. قال الترمذي، قد استحب أهل العلم، صيام يوم عرفة إلا بعرفة. وعن أم الفضل: «أنهم شكوا في صوم رسول الله ﷺ يوم عرفة، فأرسلت إليه بلبن، فشرب، وهو يخطب الناس بعرفة». متفق عليه. وفي سنن أبي داود عن عكرمة قال: «كنا عند أبي هريرة في بيته فحدثنا أن رسول الله ﷺ نهى عن صوم يوم عرفة بعرفة». وظاهر حديث أبي هريرة هذا: أنه لا يجوز صومه بعرفات، والأصل في النهي أنه للتحريم، لكن حمله العلماء على الكراهة من غير تحريم، والأصل في صوم يوم عرفة أنه مستحب إلا للحاج حيث أن الصيام يضعفه عن اغتنام وقت الوقوف بعرفة، ويجمع بين الأحاديث بأن صوم هذا اليوم مستحب لكل أحد مكروه لمن كان بعرفات حاجا. قال الخطابي: هذا نهي استحباب لا نهي إيجاب، فإنما نهى المحرم عن ذلك خوفا عليه أن يضعف عن الدعاء والابتهال في ذلك المقام، فأما من وجد قوة لا يخاف معها ضعفا فصوم ذلك اليوم أفضل له إن شاء الله وقد قال ﷺ: «صيام يوم عرفة يكفر سنتين سنة قبلها وسنة بعدها» ذكره في عون المعبود.
وفي هذا دلالة على استحباب صوم يوم عرفة لغير الحاج،
وأما صيام الحاج يوم عرفة ففيه خلاف، فقد روي عن عثمان بن أبي العاص وابن الزبير أنهما كانا يصومانه، وقال أحمد بن حنبل: إن قدر على أن يصوم صام، وإن أفطر فذلك يوم يحتاج فيه إلى قوة، وكان إسحاق يستحب صومه للحاج، وكان عطاء يقول: أصوم في الشتاء ولا أصوم في الصيف، وكان مالك وسفيان الثوري يختاران الإفطار للحاج وكذلك الشافعي. وروي عن ابن عمر  أنه قال: «لم يصمه النبي ﷺ ولا أبو بكر ولا عمر ولا عثمان ولا أصومه أنا». انتهى كلامه. وفي صحيح البخاري: «عن أم الفضل بنت الحارث أن ناسا تماروا عندها يوم عرفة في صوم النبي ﷺ فقال بعضهم هو صائم وقال بعضهم ليس بصائم فأرسلت إليه بقدح لبن وهو واقف على بعيره فشربه». وفي رواية للبخاري أيضا: «عن ميمونة رضي الله عنها أن الناس شَكُّوا في صيام النبي ﷺ يوم عرفة فأرسلت إليه بِحِلَابٍ وهو واقف في الموقف فشرب منه والناس ينظرون». قال الشوكاني: واعلم أن ظاهر حديث أبي قتادة عند مسلم وأصحاب السنن مرفوعا صوم يوم عرفة يكفر سنتين ماضية ومستقبلة الحديث أنه يستحب صوم يوم عرفة مطلقا، وظاهر حديث عقبة بن عامر عند أهل السنن غير ابن ماجه يوم عرفة ويوم النحر وأيام التشريق عيدنا أهل الإسلام الحديث أنه يكره صومه مطلقا لجعله قريبا في الذكر ليوم النحر وأيام التشريق، وتعليل ذلك أنها عيد وأنها أيام أكل وشرب. وسبب كراهية صيام يوم عرفة للحاج أنه ربما كان مؤديا إلى الضعف عن الدعاء والذكر يوم عرفة هنالك وعن القيام بأعمال الحج. وقيل: بل لأنه يوم عيد لأهل الموقف لاجتماعهم فيه، ويؤيده حديث أبي قتادة. وفي حديث أبي هريرة هذا التصرح بالنهي عن صومه مطلقا. ومما يدل على عدم استحباب صومه للحاج: ما أخرجه أبو داود في سننه «عن أم الفضل بنت الحارث أن ناسا تماروا عندها يوم عرفة في صوم رسول الله ﷺ فقال بعضهم هو صائم وقال بعضهم ليس بصائم فأرسلت إليه بقدح لبن وهو واقف على بعيره بعرفة فشرب». قال المنذري: وأخرجه البخاري ومسلم.

### صوم الإثنين والخميس
من أنواع صوم النفل صوم يومي الإثنين والخميس، وهو الصوم المستحب في الأسبوع، وهو أن يتحرى مريد التطوع بالصوم الصيام في كل اثنين وخميس من الأسبوع، وفي الحديث: عن عائشة قالت: «إن النبي ﷺ كان يتحرى صيام الإثنين والخميس». وثبت في مشروعية استحباب صيامهما دليل الترغيب وهو أن يومي الإثنين والخميس تعرض فيهما الأعمال، ووجه ذلك: أن الصوم عمل فيستحب للمسلم الصوم فيهما ليعرض عمله وهو صائم، ويدل على هذا حديث: عن أبي هريرة: «أن النبي ﷺ قال: «تعرض الأعمال كل إثنين وخميس فأحب أن يعرض عملي وأنا صائم»». كما ورد أيضا في صوم يوم الإثنين حديث: عن أبي قتادة: «أن النبي ﷺ سئل عن صوم يوم الإثنين فقال: «ذلك يوم ولدت فيه، وأنزل علي فيه»». وفي هذا دليل استحباب صوم يومي الإثنين والخميس؛ لأنهما يومان تعرض فيهما الأعمال، وقوله في الحديث: قال: «ذلك يوم ولدت فيه وأنزل علي فيه»، ويوم الإثنين هو اليوم الذي كانت ولادته فيه، وهو أيضا اليوم الذي أنزل الله فيه عليه الوحي.

### صوم ثلاثة أيام من كل شهر
من الصوم المستحب صوم ثلاثة أيام من كل شهر، ويدل عليه حديث: «عن أبي هريرة رضي الله عنه قال: أوصاني خليلي ﷺ بثلاث: صيام ثلاثة أيام من كل شهر، وركعتي الضحى، وأن أوتر قبل أن أنام». قال ابن دقيق العيد: فيه دليل على تأكيد هذه الأمور بالقصد إلى الوصية بها، وصيام ثلاثة أيام قد وردت علته في الحديث، وهو تحصيل أجر الشهر، باعتبار أن الحسنة بعشر أمثالها، وقد ذكرنا ما فيه، ورأى من يرى أن ذلك أجر بلا تضعيف، ليحصل الفرق بين صوم الشهر تقديرا، وبين صومه تحقيقا. وفي الحديث دليل على استحباب صيام ثلاثة أيام من كل شهر، واستحباب صلاة الضحى. وعن أبي ذر قال: «أمرنا رسول الله ﷺ أن نصوم من الشهر ثلاثة أيام البيض: ثلاث عشرة وأربع عشرة وخمس عشرة».

### صوم يوم وفطر يوم
من أنواع صوم النفل صوم يوم وإفطار يوم، ويسمى صوم نبي الله داود  ، وهو مستحب لمن يريد التطوع بالصوم في جميع أيام العام، باستثناء صوم شهر رمضان، والأيام المنهي عن صومها، وهذا النوع من الصوم لمن رغب في المزيد من التنفل بالصوم ووجد في نفسه قدرة عليه من غير تضييع الحقوق والواجبات، وأما الزيادة على هذا فهو منهي عنه. ويدل على هذا حديث: «عن عبد الله بن عمرو رضي الله عنهما عن النبي ﷺ قال: صم من الشهر ثلاثة أيام قال: أطيق أكثر من ذلك، فما زال حتى قال: صم يوما وأفطر يوما، فقال: اقرء القرآن في كل شهر، قال إني أطيق أكثر فما زال حتى قال في ثلاث». وعن أبي سلمة بن عبد الرحمن، عن عبد الله بن عمرو قال، «قال لي رسول الله ﷺ: «لقد أخبرت أنك تقوم الليل وتصوم النهار» قال: قلت: يا رسول الله نعم، قال: «فصم، وافطر وصل ونم، فإن لجسدك عليك حقا، وإن لزوجك عليك حقا، وإن لزورك عليك حقا، وإن بحسبك أن تصوم من كل شهر ثلاثة أيام» قال: فشددت فشدد علي قال: فقلت، يا رسول الله إني أجده قوة قال: «فصم من كل جمعة ثلاثة أيام» قال: فشددت فشدد علي قال فقلت: يا رسول الله إني أجد قوة قال: «صم صوم نبي الله داود، ولا تزد عليه» قلت: يا رسول الله وما كان صيام داود عليه الصلاة والسلام؟ قال: «كان يصوم يوما، ويفطر يوما»». و«عن عبد الله بن عمرو بن العاص قال: قال رسول الله ﷺ: إن أحب الصيام إلى الله صيام داود، وأحب الصلاة إلى الله صلاة داود، كان ينام نصف الليل ويقوم ثلثه وينام سدسه، وكان يصوم يوما ويفطر يوما».

### النهي عن التعمق
من المنهي عنه في الشرع الإسلامي التعمق في العبادة، أي: المبالغة فيها بما يعد من قبيل التنطع. والمشروع في الإسلام هو التوسط في العبادة بمعنى الأخذ بأوسط الأمور وأعدلها وأحبها إلى الله، ومما يدل على النهي عن المبالغة في العبادة ما أخرجه البخاري في صحيحه قال: «حدثنا سعيد بن أبي مريم أخبرنا محمد بن جعفر أخبرنا حميد بن أبي حميد الطويل أنه سمع أنس بن مالك رضي الله عنه يقول: جاء ثلاثة رهط إلى بيوت أزواج النبي ﷺ يسألون عن عبادة النبي ﷺ فلما أخبروا كأنهم تَقَالُّوهَا فقالوا: وأين نحن من النبي ﷺ قد غفر له ما تقدم من ذنبه وما تأخر، قال أحدهم: أما أنا فإني أصلي الليل أبدا، وقال آخر: أنا أصوم الدهر ولا أفطر، وقال آخر: أنا أعتزل النساء فلا أتزوج أبدا، فجاء رسول الله ﷺ إليهم فقال: أنتم الذين قلتم كذا وكذا أما والله إني لأخشاكم لله وأتقاكم له لكني أصوم وأفطر وأصلي وأرقد وأتزوج النساء فمن رغب عن سنتي فليس مني». في هذا الحديث دليل النهي عن التعمق في العبادة، حيث أنه يطلب الفرض وما يشرع معه من النوافل، والتعمق بمعنى التنطع أو التشدد الذي يخالف الشرع، وتظهر صورته في وصل الصيام وصوم الدهر. وسبب النهي عن المبالغة في العبادة أنه مما يؤدي إلى ترك الواجبات، كما أن ملازمة الاقتصار على الفرائض وترك التنفل يفضي إلى إيثار البطالة وعدم النشاط إلى العبادة وخير الأمور الوسط. كما أن الأخذ بالتشديد في العبادة يفضي إلى الملل القاطع لأصلها. ومعنى: «كأنهم تقالوها» بتشديد اللام المضمومة أي: رأى كل منهم أنها قليلة، وتأولوا ذلك بأن من علم أن الله قد غفر له ما تقدم من ذنبه وما تأخر لا يحتاج إلى مزيد من العمل، وأن من لم يعلم بحصول ذلك له يحتاج إلى المبالغة في العبادة عسى أن يحصل له ذلك.
وقد بين في الحديث أنه لا يلزم منه حصوله، وأشار إلى هذا بأنه أشدهم خشية وذلك بالنسبة لمقام العبودية في جانب الربوبية، وأشار في حديث عائشة والمغيرة في صلاة الليل إلى معنى آخر بقوله: «أفلا أكون عبدا شكورا». وأن العلم بالله ومعرفة ما يجب من حقه أعظم قدرا من مجرد العبادة البدنية. وقوله: «أما والله إني لأخشاكم لله وأتقاكم له» قال ابن حجر: فيه إشارة إلى رد ما بنوا عليه أمرهم من أن لا يحتاج إلى مزيد في العبادة بخلاف غيره، فأعلمهم أنه مع كونه يبالغ في التشديد في العبادة أخشى لله وأتقى من الذين يشددون، وإنما كان كذلك لأن المشدد لا يأمن من الملل بخلاف المقتصد فإنه أمكن لاستمراره وخير العمل ما داوم عليه صاحبه، وقد أرشد إلى ذلك في قوله في الحديث الآخر: «المنبت لا أرضا قطع ولا ظهرا أبقى».
قوله: «فمن رغب عن سنتي فليس مني» لا يستلزم الخروج عن الملة لمجرد المبالغة في العبادة، والسنة هنا بمعنى: الطريقة لا التي تقابل الفرض، والرغبة عن الشيء الإعراض عنه إلى غيره، قال ابن حجر: «والمراد من ترك طريقتي وأخذ بطريقة غيري فليس مني، ولمح بذلك إلى طريق الرهبانية فإنهم الذين ابتدعوا التشديد كما وصفهم الله تعالى وقد عابهم بأنهم ما وفوه بما التزموه، وطريقة النبي ﷺ الحنيفية السمحة فيفطر ليتقوى على الصوم وينام ليتقوى على القيام ويتزوج لكسر الشهوة وإعفاف النفس وتكثير النسل». وفي كلامه: أن في هذا الحديث دلالة على تقديم الحمد والثناء على الله عند إلقاء مسائل العلم وبيان الأحكام للمكلفين وإزالة الشبهة عن المجتهدين وأن المباحات قد تنقلب بالقصد إلى الكراهة والاستحباب.

## الفطر في صوم النفل
صوم النفل هو الزائد عن الفرض بمعنى أن الصائم المتطوع متلبس بعبادة غير واجبة عليه، والصوم من حيث هو عبادة اقتضى الشرع فعلها إما على جهة الإلزام وهو الصوم المفروض وهو صوم شهر رمضان، وما وجب مثل صوم النذر والقضاء، فالصوم المفروض لا يجوز قطعه إلا لعذر شرعي، وأما صوم النفل فهناك اعتبارات متعلقة به، فمن حيث هو عبادة متطوع بها، والعبادة المتطوع بها غير لازمة في ابتداء الشروع فيها، أما إذا شرع فيها ثم أراد قطعها؛ فإما أن يكون بعذر أو بغير عذر، فإن كان بعذر؛ فقطعها جائز بسبب العذر، وهذا بخلاف الحج فإنه وإن كان نفلا فلا يقطعه إلا إن كان لعذر فيتحلل بعمل عمرة فيستثنى من ذلك، وإن كان قطع النافلة بعد الشروع فيها لغير عذر؛ فهناك اعتباران أحدهما: أن قطع للعبادة إبطال للعمل، وقد قال الله تعالى: «ولا تبطلوا أعمالكم»، والمتطوع قد ألزم نفسه فلا يبطل عمله بعد الشروع فيه، وثانيهما: أن المتطوع بالنافلة غير ملزم بها أصلا فلو قطعها فذلك جائز، ومما يدل عليه حديث: «الصائم المتطوع أمير نفسه إن شاء صام وإن شاء أفطر». وعن جعدة عن جدته أم هانئ: «أن رسول الله ﷺ دخل عليها فدعى بشراب فشرب ثم ناولها فشربت فقالت: يا رسول الله أما إني كنت صائمة فقال رسول الله ﷺ: الصائم المتطوع أمين نفسه إن شاء صام وإن شاء أفطر». قال: «والعمل عليه عند بعض أهل العلم من أصحاب النبي ﷺ وغيرهم أن الصائم المتطوع إذا أفطر فلا قضاء عليه إلا أن يحب أن يقضيه وهو قول سفيان الثوري وأحمد وإسحق والشافعي». قال في شرح سنن الترمذي: قوله: «أمين نفسه» بالنون قال في المجمع معناه: أنه إذا كان أمين نفسه فله أن يتصرف في أمانة نفسه على ما يشاء. ومعنى أمير نفسه أنه أمير لنفسه بعد دخوله في الصوم إن شاء صام أي أتم صومه، وإن شاء أفطر؟ إما بعذر أو بغيره.
«عن عون بن أبي جحيفة عن أبيه قال: آخى النبي ﷺ بين سلمان وأبي الدرداء، فزار سلمان أبا الدرداء، فرأى أم الدرداء متبذلة فقال لها: ما شأنك قالت: أخوك أبو الدرداء ليس له حاجة في الدنيا، فجاء أبو الدرداء فصنع له طعاما فقال: كل فإني صائم، قال: ما أنا بآكل حتى تأكل فأكل، فلما كان الليل ذهب أبو الدرداء يقوم فقال: نم فنام ثم ذهب يقوم فقال: نم فلما كان آخر الليل قال سلمان: قم الآن قال: فصليا فقال له سلمان: «إن لربك عليك حقا ولنفسك عليك حقا ولأهلك عليك حقا فأعط كل ذي حق حقه» فأتى النبي ﷺ فذكر ذلك له فقال النبي ﷺ: «صدق سلمان». (أبو جحيفة وهب السوائي يقال وهب الخير)».
قال ابن حجر: ووقع في التكلف للضيف حديث سلمان «نهانا رسول الله ﷺ أن نتكلف للضيف» أخرجه أحمد والحاكم، وفيه قصة سلمان مع ضيفه حيث طلب منه زيادة على ما قدم له فرهن مطهرته بسبب ذلك، ثم قال الرجل لما فرغ: «الحمد لله الذي قنعنا بما رزقنا». فقال له سلمان: «لو قنعت ما كانت مطهرتي مرهونة».

### أقوال العلماء
عند الحنفية: وجوب الصوم بالشروع ووجوب القضاء بالإفساد.
وفي المغني في كلامه على المتن في قوله: «ومن دخل في صيام تطوع فخرج منه فلا قضاء عليه، وإن قضاه فحسن» أنه يستحب إتمام صوم النفل بعد الشروع فيه، وأن من دخل في صيام تطوع استحب له إتمامه ولم يجب، فإن خرج منه فلا قضاء عليه. ونقل عن ابن عمر وابن عباس أنهما أصبحا صائمين ثم أفطرا وقال ابن عمر: لا بأس به، ما لم يكن نذرا أو قضاء رمضان، وقال ابن عباس: إذا صام الرجل تطوعا ثم شاء أن يقطعه قطعه وإذا دخل في صلاة تطوعا ثم شاء أن يقطعها قطعها وقال ابن مسعود: متى أصبحت تريد الصوم فأنت على آخر النظرين إن شئت صمت وإن شئت أفطرت هذا مذهب أحمد والثوري والشافعي وإسحاق.
وقال النخعي وأبو حنيفة ومالك: يلزم بالشروع فيه ولا يخرج منه إلا بعذر، فإن خرج قضى. وعن مالك: لا قضاء عليه، واستدل القائلون بوجوب القضاء بما ورد عن عائشة أنها قالت: «أصبحت أنا وحفصة صائمتين متطوعتين، فأهدي لنا حيس فأفطرنا، ثم سألنا رسول الله ﷺ فقال: "اقضيا يوما مكانه"» ولأنها عبادة تلزم بالنذر فلزمت بالشروع فيها كالحج والعمرة، واستدل القائلون بعدم وجوب القضاء بما روى مسلم وأبو داود والنسائي عن عائشة قالت: «دخل علي رسول الله ﷺ يوما فقال: هل عندكم شيء؟ فقلت: لا. قال: فإني صائم. ثم مر بعد ذلك اليوم وقد أهدي إلي حيس فخبأت له منه، وكان يحب الحيس قلت: يا رسول الله إنه أهدي لنا حيس، فخبأت لك منه قال: أدنيه، أما إني قد أصبحت وأنا صائم، فأكل منه ثم قال لنا: إنما مثل صوم التطوع مثل الرجل يخرج من ماله الصدقة، فإن شاء أمضاها وإن شاء حبسها» هذا لفظ رواية النسائي وهو أتم من غيره
وروت أم هانئ قالت: «دخلت على رسول الله ﷺ فأتي بشراب، فناولنيه فشربت منه، ثم قلت: يا رسول الله، لقد أفطرت وكنت صائمة، فقال لها: أكنت تقضين شيئا؟ قالت: لا، قال: فلا يضرك إن كان تطوعاً». وفي لفظ قالت: «قلت: إني صائمة فقال رسول الله ﷺ: إن المتطوع أمير نفسه، فإن شئت فصومي، وإن شئت فأفطري». ولأن كل صوم لو أتمه كان تطوعا إذا خرج منه لم يجب قضاؤه، كما لو اعتقد أنه من رمضان فبان من شعبان أو من شوال.
وأما الخبر الذي استدل به القائلون بوجوب القضاء فقال أبو داود لا يثبت، وقال الترمذي: فيه مقال، وضعفه الجوزجاني وغيره، وهو محمول على استحباب قضاء الصوم، فيستحب إتمام صوم التطوع، وإن خرج منه استحب قضاؤه خروجا من الخلاف، وعملا بالخبر الذي رُوي في ذلك.